# The colour and the shape
The colour and the shape is het tweede album van de Foo Fighters. Het is opgenomen in de Grandmaster Studios in Los Angeles en uitgebracht in 1997 door Roswell/Capitol Records.
Het album is het debuut van Foo Fighters als een groep omdat het vorige album, Foo fighters hoofdzakelijk is opgenomen door frontman Dave Grohl en vriend Barrett Jones als een demo. Nadat dit project al heel snel voor internationaal succes zorgde, kwam de groep samen met producer Gil Norton in de herfst van 1996 bijeen om dit album te maken. De band wilde een volwaardige rockplaat maken, hoewel de muziekpers dacht dat het een grungealbum zou worden.
De songteksten van het album zijn hoofdzakelijk geïnspireerd door Grohl's scheiding van fotografe Jennifer Youngblood in 1996, met meer zelfreflectie dan op zijn voorganger. Ook de muziek is meer ontwikkeld dan op het eerste album. De volgorde van de nummers op het album is ontworpen om te lijken op een therapiesessie. Door het splitsen van het album tussen up-tempo nummers en ballads, reflecteert het tegenstrijdige emoties. Doordat de eerste sessies bij Bear Creek studio in Washington matig waren werden veel van de opnames afgedankt. De band hergroepeerde zonder drummer William Goldsmith in het begin van 1997 om voor een tweede keer de nummers op te nemen, dit keer bij Hollywood's Grandmaster Recordings, met Dave Grohl als drummer. Goldsmith was beledigd dat het meeste van het materiaal opnieuw werd opgenomen en verliet de band kort daarna.

## Tracklist
| 1.                 | Doll              | 1:23 |
| 2.                 | Monkey wrench     | 3:51 |
| 3.                 | Hey, Johnny Park! | 4:08 |
| 4.                 | My poor brain     | 3:33 |
| 5.                 | Wind up           | 2:32 |
| 6.                 | Up in arms        | 2:15 |
| 7.                 | My hero           | 4:20 |
| 8.                 | See you           | 2:26 |
| 9.                 | Enough space      | 2:37 |
| 10.                | February stars    | 4:49 |
| 11.                | Everlong          | 4:10 |
| 12.                | Walking after you | 5:03 |
| 13.                | New way home      | 5:40 |
| Totale duur: 46:47 |                   |      |